# Salvia nubicola
Salvia nubicola  (лат.) — вид рода Шалфей (Salvia) семейства Яснотковые (Lamiaceae).
Salvia nubicola — многолетнее травянистое растение, повсеместно распространённое в широкой области, которая включает Афганистан, Бутан, Индию, Пакистан, Юго-Западную Азию и Европу. Растёт на высоте от 2000 до 4300 метров в сухих лесах, особенно образованных Pinus wallichiana. Часто растёт большими колониями на лесных полянах. Оно особенно распространено в долине Муктинатх.
Salvia nubicola достигает 3 метров в высоту и ширину, растёт прямо, имеет ярко-зелёные листья треугольной формы. Черешок, как правило, примерно такой же длины, как и листовая пластинка. Растение покрыто многочисленными соцветиями бледно-жёлтого цвета длиной 10 см.

## Использование
Растение используется в традиционной тибетской медицине.